# Klášter Ostrov
Klášter sv. Jana Křtitele na Ostrově (latinsky Sancti Johannis Baptistae in Insula) u Davle patří mezi nejstarší české mužské kláštery. Byl založen knížetem Boleslavem II. z rodu Přemyslovců a mnichy benediktinského řádu zřejmě roku 999 nad soutokem Sázavy s Vltavou, na zhruba tříhektarovém vltavském ostrově svatého Kiliána. Po opakovaných drancováních z něj odešli poslední mniši roku 1517 do Svatého Jana pod Skalou. V současnosti z něj zbyly jen základy.

## Místo založení

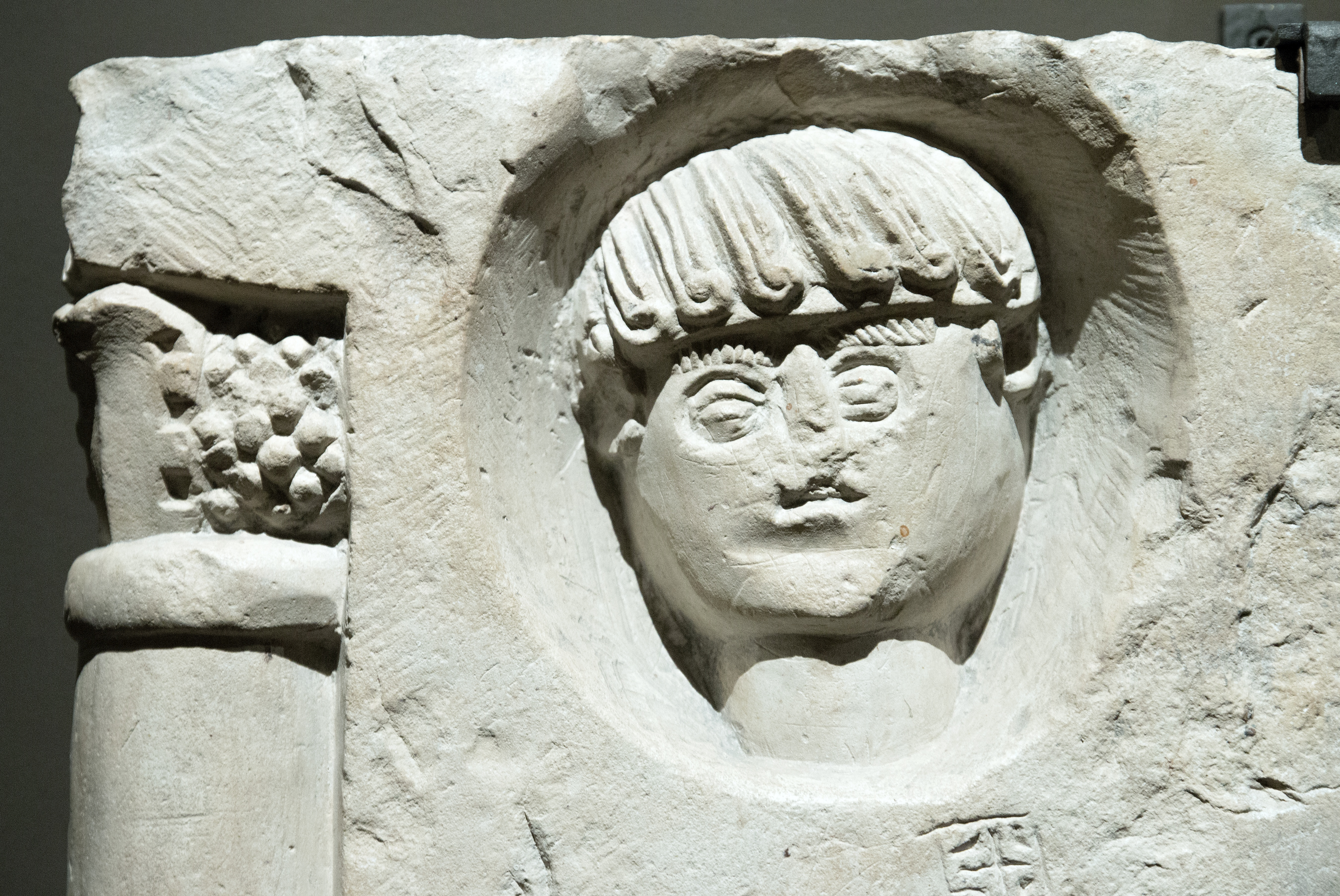
Deska s hlavou muže, Ostrov u Davle, 1150 až 1175

Ostrov o rozloze asi 3 hektarů byl vybrán, protože na rozdíl od ostatních měl nad řekou vysoké břehy a byl obklopen hustými lesy. Klášter se snažil svou polohou uprostřed lesů dostát ideálům řehole svatého Benedikta: vyhledávání pustých míst k poustevnickému životu, nerušenému soustředění (kontemplaci), k modlitbě a oslavě Boží bylo pro mnichy benediktinského řádu typické (výjimkou jsou ústavy pro výchovu šlechtičen, jako např. klášter svatého Jiří na Pražském hradě). Další možností je, že kníže tak snad chtěl hned zpočátku podpořit kolonizaci lesního komplexu, bránícího spojení středočeské sídlištní oblasti a jižních Čech. Územím kolem soutoku Vltavy se Sázavou je vedeno i hypotetické hraniční pásmo mezi Slavníkovým panstvím a přemyslovskými Čechami.

## Písemné prameny

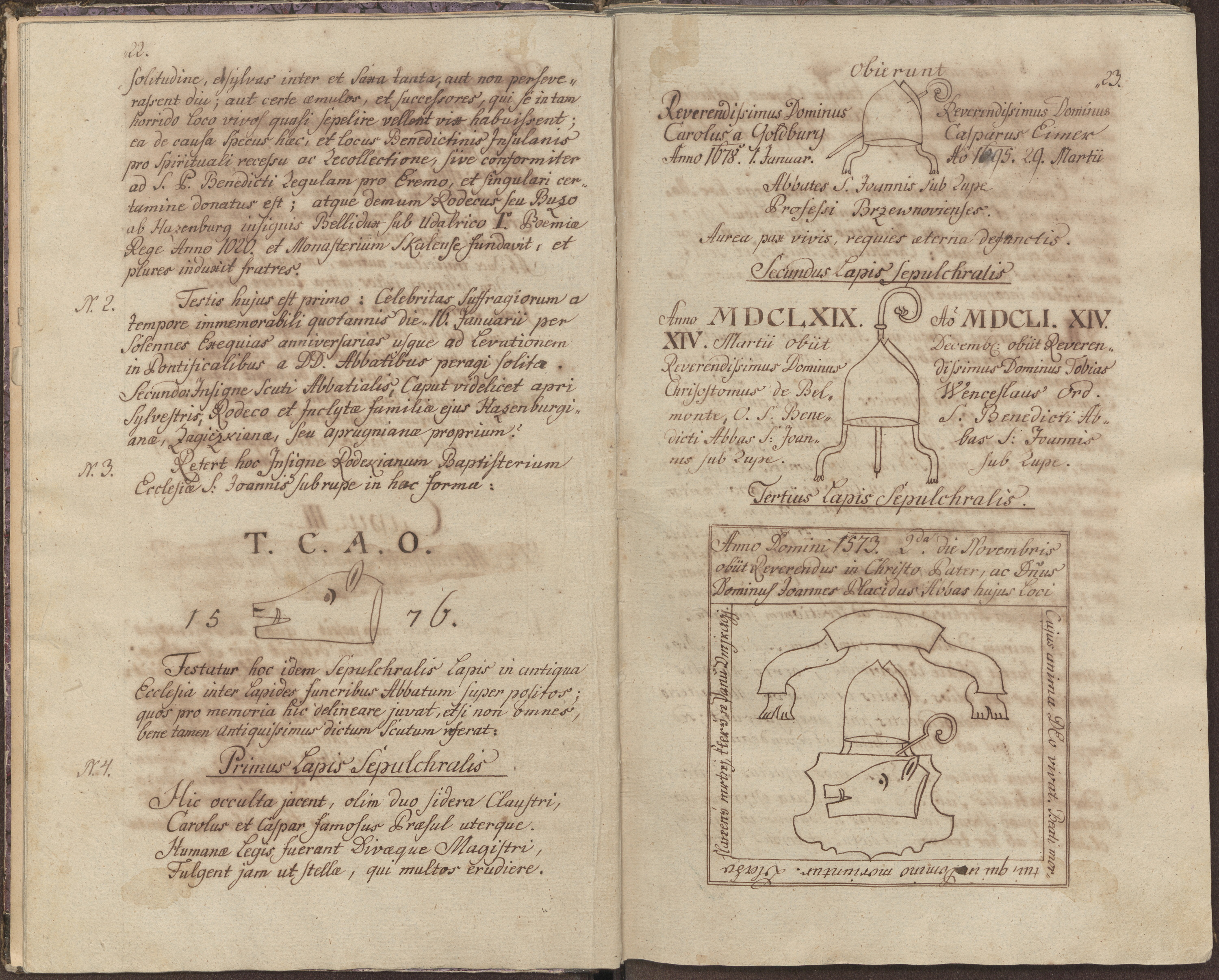
Historie kláštera sv. Jana pod Skalou a na Ostrově u Davle sepsaná v roce 1790 (SOkA Praha-venkov)

K založení ostrovského kláštera se nedochovaly originální písemné prameny. Zakládací listina se nedochovala a k dispozici je pouze falzum z počátku 14. století. Toto údajné privilegium Přemysla Otakara I. se vztahuje k 17. lednu 1205 a obsahuje i shrnutí ostrovské historie.

## Založení kláštera

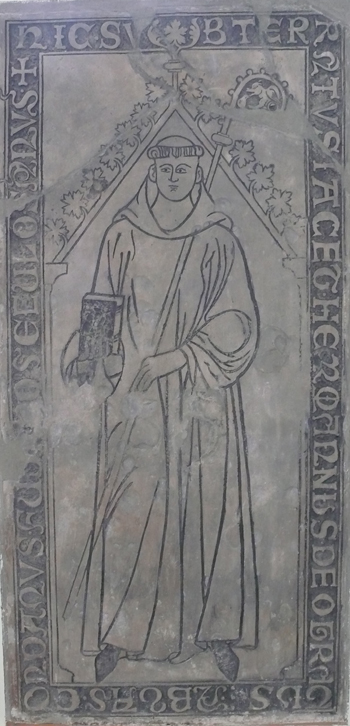
Náhrobek opata Heřmana (přelom 13. - 14. století)

Díky této listině víme, že o založení ostrovského kláštera se jednalo ještě za života Boleslava II. (zemřel 7. února 999), který v předtuše vlastní smrti chtěl nechat založit nový klášter. Realizace založení samotného konventu pravděpodobně proběhla až o rok později a za představeného byl vybrán Lantbert (Lambert), mnich z bavorského kláštera v Niederaltaichu. S ním přišla celá skupina mnichů. (Ostrovský klášter udržoval úzké styky se svým domovským klášterem velmi dlouho a část mnišského osazenstva byla asi původu německého. O tom svědčí i soupisy mnichů ze 13. století, které byly pořizovány při volbě opatů. Podle jmen byla zhruba polovina sboru původu českého, polovina původu německého. Další dochované soupisy máme z let 1395-1416 a tehdy již, pokud můžeme soudit podle jmen, byla většina mnichů původu českého.)
Lambert byl žákem tamního opata a pozdějšího hildesheimského biskupa sv. Gotharda. Ne náhodou byl vybrán člen tohoto kláštera. Konvent v Niederaltaichu podporoval tzv. gorzskou reformu, která kromě podobností s reformou clunyjskou zdůrazňovala respekt vůči panovnické moci. Tato volba také svědčí o závislosti ve věcech české církve na Otovi III. Lanmert byl v přítomnosti Boleslava III. ordinován pražským biskupem Thiddagem a bylo mu svěřeno místo, kde měl stát budoucí klášter, spolu s majetkem, který sestával ze šesti vesnic a rybářů ze tří dalších vesnic. V listině doslova stojí: „loci ipsius situm et amplitudinem in sui curam suscepit“, což indikuje, že na Ostrově v té době ještě nic nestálo.

## Podoba původního kláštera
Původní klášter byl s největší pravděpodobností dřevěný. Během archeologického výzkumu (viz níže) se podařilo podchytit systém kůlových jam, negativní otisky zbytků dřevěných konstrukcí a vrstvu zuhelnatělého dřeva. Stavba stávala v místech mladšího románského chrámu, na sever od ní byl archeologicky zachycen shluk dřevěných objektů, tedy spíše jen fragmenty, z nichž některé lze interpretovat jako polozemnice. Byly stavěny aditivně do prostoru křídel klausury pozdějšího gotického kláštera. Celá situace vypadá, jako by již dřevěné stavby z doby počátků kláštera vznikly v rámci klasického benediktinského stavebního schématu, v němž konventní kostel tvořil osu řeholního domu a po jednom z jeho boků ležela klausura. Je pozoruhodné, že obraz „dřevěného“ Ostrova se asi až do 30. let 12. století nezměnil. S dřevěným kostelem také souvisí kamenná hrobka významného opata, pravděpodobně Lamberta, muže ve věku 55-60 let, pohřbeného s berlou s železným bodcem, v oděvu, jehož límec byl protkáván zlatými nitkami a u pasu s váčkem, v němž byl křesací kámen a skořápka vejce. Hrob dokonce respektovala i mladší kostelní stavba.

## Přestavba
Dřevěná fáze ostrovského kláštera trvala do roku 1137, kdy vyhořel. Brzy nato začala výstavba nových, tentokrát již kamenných budov. Protože klášter nebyl bohatý, postupovala stavba pomalu a po částech a mohla být ukončena až v poslední čtvrtině 12. století. Vznikla románská bazilika se třemi apsidami v jedné rovině, později (do konce 12. století) bylo k východnímu závěru přistavěno trojlodí a do roku 1225 dvojvěžové průčelí.
Tato stavba byla roku 1278 vypleněna Branibory, kteří zde zůstali po dobu šesti týdnů. O ničivosti jejich chování vypovídá, že když byl zpustošený a opuštěný klášter nabídnut cisterciákům, odmítli toto místo a raději pro založení nového kláštera zvolili královský lovecký dvorec u Zbraslavi.

## Zánik

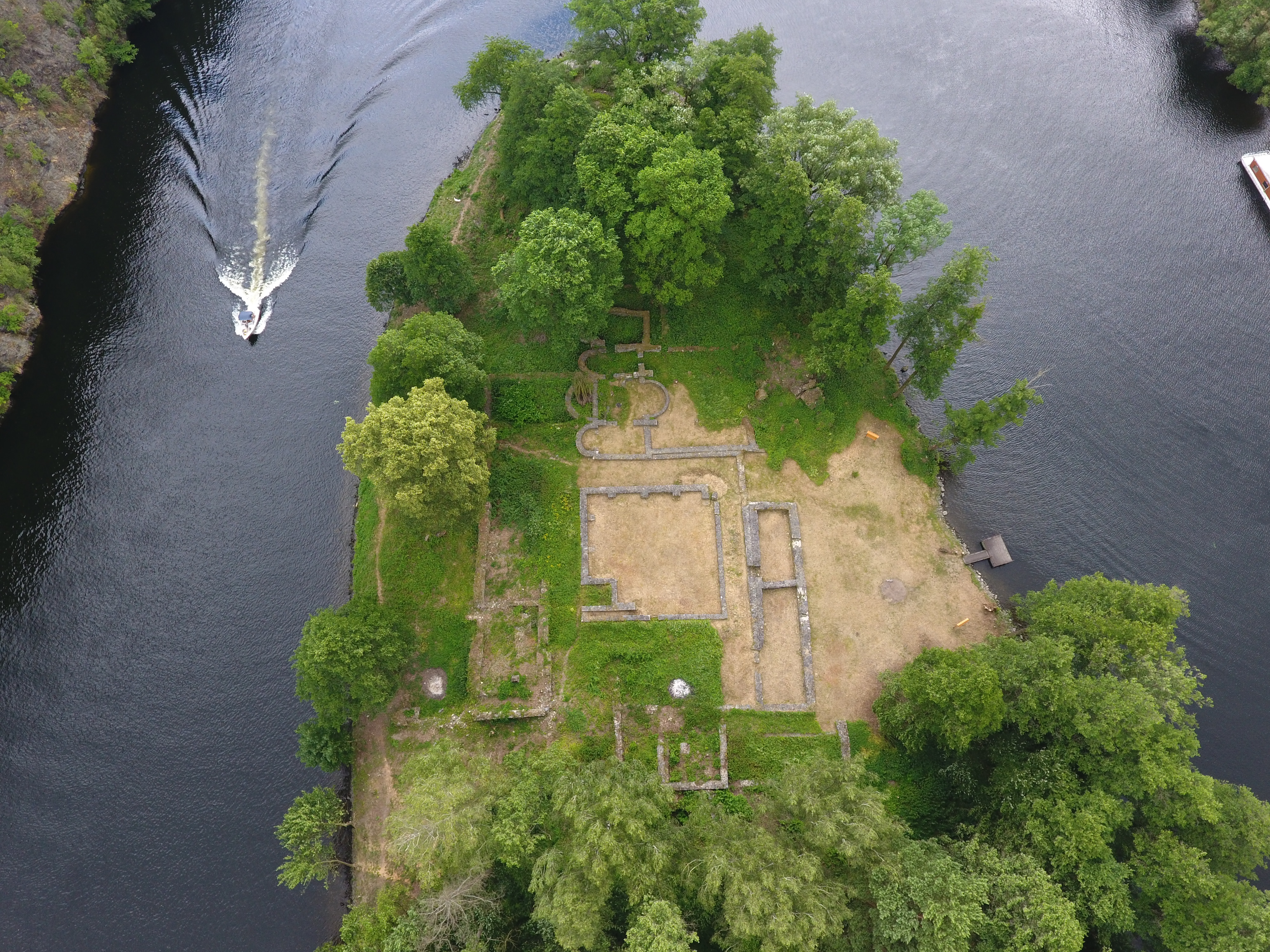
Dochované základy kláštera

Klášter byl v 80. letech 13. století benediktiny obnoven, další přestavby následovaly v období vrcholné gotiky za císaře Karla IV., zejména rozšíření baziliky o pravoúhlý chór. Archeologické výzkumy dokládají další vydrancování (roku 1381), v roce 1403 požár a během husitských válek, v roce 1420 byl klášter opět vydrancován a zapálen, došlo ke zřícení zvonice. Jako zázrakem se však zachránil zvon „Matka Boží“ z roku 1404. Po čtvrt století, v roce 1444 se pak propadla chrámová klenba. Poslední komunita mnichů odešla do někdejšího proboštství ke Svatému Janu pod Skalou roku 1517 a nadále jednotlivé stavby využívali jen poustevníci. Mniši s sebou vzali také zmíněný zvon, který je v klášteře Sv. Jana pod Skalou dodnes (2017) a patří mezi nejstarší zvony v Čechách.

## Pozemková držba kláštera
O pozemkové držbě ostrovského kláštera existují záznamy z tzv. pamětních zápisů, ze kterých bylo později zkompilováno falsum listiny z počátku 14. století.
Klášter byl obdarováván knížaty přemyslovského rodu (Boleslav III., Oldřich, Břetislav I., Spytihněv II., Vratislav II.) a od 12. století dostával i dary z okruhu knížecích družiníků. Většinou se jednalo o jednotlivé vsi a řemeslnické osady. Břetislav I. daroval Ostrovu poustevnu: jeskyni sv. Ivana ve Svatém Janu pod Skalou.

## Výroba keramiky

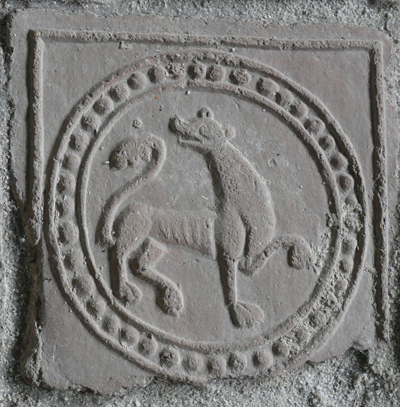
Dlaždice z klášterní dílny (pálená hlína)

Velmi významnou součástí hospodářského zázemí kláštera byla keramická dílna. Vyráběly se v ní různé produkty z pálené hlíny, dochovaly se nejčastěji podlahové dlaždice reliéfně zdobené, méně pak reliéfní keramické desky k obkládání stěn, střešní krytina, nádoby aj. Dílna byla funkční již před rokem 1130 a skončila svoji činnost kolem poloviny 13. století. Víme o ní díky nálezům výrobních zmetků, nepoužitých dlaždic apod. V západních věžích byly tyto dlaždice využity spolu s kamením jako stavební materiál. Hlína byla čerpána na protějším břehu Vltavy.

## Skriptorium
Další důležitou částí kláštera bylo skriptorium. O jeho existenci nemáme přímých zpráv, ale svědčí pro ni několik zachovaných děl z jeho produkce. Především se jedná o latinský rukopis Řehořových dialogů (Gregorii Quattuor libri dialogorum) z přelomu 11. a 12. století s českými a staroslovanskými meziřádkovými glosami. Glosy psal zřejmě mnich sázavského kláštera, který v roce 1097 po vyhnání slovanských mnichů ze Sázavy hledal útočiště na Ostrově.
Dalším dochovaným dílem je rukopis žaltáře tzv. Codex Ostroviensis 1174. Vročení nemusí být úplně přesné, určitě ale byl napsán před rokem 1204, protože kalendárium obsahuje jména světců a dodatečně sem byl po své kanonizaci roku 1204 dopsán sv. Prokop. O tom, že žaltář byl nepochybně užíván ostrovským klášterem, svědčí přípisy nekrologického charakteru. Jedná se o úmrtí ostrovských opatů a dalších členů kongregace, ale také českých knížat a kněžen a pražských a olomouckých biskupů. Žaltář patrně vznikl přímo pro bendiktinský klášter sv. Jana Křtitele na Ostrově, kde byl také od počátku užíván a glosován. Slohově vychází z bavorské knižní malby, kde byl patrně malíř vyškolen, s určitými prvky soudobého malířství sasko-durynského, které bylo nejvíce zasaženo vlnou byzantinismů. Doba vzniku se datuje do poslední čtvrtiny 12. století, ale vzhledem k pokročilejším saským prvkům spíše až kolem roku 1200.
Zřejmě mezi lety 1260 a 1290 byla do tohoto kodexu zapsána tzv. Ostrovská píseň, jeden z nejstarších dochovaných dokladů české duchovní lyriky.

## Archeologie
Archeologicky byl klášter zkoumán již od konce 19. století, např. Bohumilem Matějkou a Karlem Fabiánem. Nejvýznamnější archeologický výzkum zde proběhl v letech 1933-1934 pod vedením tehdejšího přednosty historicko-archeologického oddělení Národního muzea Karla Gutha. Výzkum byl vyvolán stavbou vranské přehrady, protože se v původních plánech počítalo se zaplavením i této oblasti. Vedl k odvozu téměř 1500 kusů kamenných sochařských, architektonických či keramických zlomků, kovových a kostěných předmětů i náhrobních desek do sbírek Lapidária Národního muzea v Praze 7, kde byla z nejcennějších artefaktů vytvořena expozice. Další výzkum pod vedením Ladislava Špačka proběhl roku 1962. Od roku 1975 probíhal systematický výzkum vedený Archeologickým ústavem AV ČR, který byl uzavřen v 80. letech. Neméně důležitý pro poznání hospodářského zázemí kláštera byl výzkum prováděný v letech 1953-1965 Miroslavem Richterem na blízkém ostrohu. Byla zde prozkoumána jedna z poddanských vesnic ostrovského kláštera (viz Sekanka, Hradišťko u Davle).